# Ferrer Colom
Ferrer Colom (? - Lérida, 4 de diciembre de 1340) obispo de Lérida del 1334 - 1340.
Prior de Fraga (1321), era canónigo de Lérida cuando fue nombrado obispo el 24 de octubre de 1334. Hizo reunir en un solo volumen las constituciones de sus predecesores y tomó parte activa en las discusiones sobre la concepción de la Madre de Dios, sostenidas entre franciscanos y dominicos en el Estudio General.
Edificó en la Catedral de la Seu Vella de Lérida en el año 1335 una capilla dedicada a la santificación y concepción de María, asistió a la coronación de Pedro IV en 1336 y al traslado en la Catedral de Barcelona de los restos de Santa Eulalia.
Del año 1323 al 1333 actuó como administrador del condado de Urgel. Formó parte del consejo real de Jaime II. Consejero del rey Alfonso el Benigno. Cuando Alfonso IV y su esposa, Teresa de Entenza, fueron a dirigir personalmente la conquista de la isla de Cerdeña, lo dejaron como rector de la ciudad de Balaguer.
- Datos: Q8961463